# Kanton Grenoble-3
Ser Kanton Grenoble-3 ist seit 1973 ein französischer Wahlkreis im Arrondissement Grenoble, im Département Isère und in der Region Auvergne-Rhône-Alpes. Er umfasst den südöstlichen Teil der Stadt Grenoble.